# Norberto Fuentes
Norberto Fuentes (* 1943 in Havanna, Kuba) ist kubanischer Journalist und lebt seit 1994 als Autor und Journalist in Miami/USA. Er studierte hispanoamerikanische Literatur und arbeitete anschließend als Journalist für die Zeitungen Cuba, Hoy und Granma, letztere das Zentralorgan der Kommunistischen Partei Kubas. Seine Bücher wurden in zahlreiche Sprachen übersetzt. Internationalen Erfolg hatte er in den 1980er Jahren mit seinem Buch über Ernest Hemingways Jahre auf Kuba, zu dem Gabriel García Márquez das Vorwort schrieb.

## Leben in Kuba
Mit achtzehn Jahren zog Fuentes 1961 als Reporter mit Truppen der zwei Jahre zuvor an die Macht gelangten kubanischen Regierung durch das Escambray-Gebirge, um offiziell als „Banditen“ bezeichnete Gegner der Alleinherrschaft Castros zu bekämpfen, die sich dort zu einem bewaffneten Aufstand gesammelt hatten. Fuentes beschrieb die Aktion, bei der er selbst mitwirkte, mit den Worten: „Ich schreibe von der besten Epoche. Ich wollte das alles. Vaterland und vollgepisste Tote. Geschichte und Irrlichter. Erschießungen und Spione.“ Fuentes berichtete in den 1980er Jahren als Journalist über die militärische Unterstützung Kubas für die angolanische marxistische Regierung gegen die Invasion Südafrikas und der von Südafrika unterstützten Rebellenbewegung UNITA. Als enger Freund Fidel Castros arbeitete er damals zeitweise mit dem kubanischen Geheimdienst zusammen.

## Ausreise ins Exil
Fuentes brach 1989 mit Fidel Castro, als dieser in einem höchst umstrittenen Verfahren mehrere hohe Militärs und Angehörige des Innenministeriums um den prominenten und populären General Arnaldo Ochoa unter anderem wegen Drogenhandels verurteilen und hinrichten ließ. Der mit einigen der Verurteilten befreundete Fuentes wurde unter Hausarrest gestellt und durfte weder arbeiten noch ausreisen. 1993 wurde er bei einem gescheiterten Fluchtversuch auf dem Meer gefangen genommen. Im September 1994 erhielt er nach 23 Tagen Hungerstreik und nach erfolgreicher Fürsprache des mit Fidel Castro befreundeten kolumbianischen Literaturnobelpreisträgers Gabriel García Márquez die Ausreiseerlaubnis. García Márquez holte Fuentes mit einer Sondermaschine der mexikanischen Regierung in Havanna ab und begleitete ihn nach Mexiko. Seit 1994 lebt Fuentes in Florida in den USA, wo er als Schriftsteller tätig ist und sich in seinem Blog Libreta de apuntes (dt. Notizblock mit Anmerkungen) zu Themen der Zeitgeschichte und Politik Kubas äußert.

## Castros fiktive „Autobiographie“
Von seiner Autobiographie Castros sagte er, diese sei „sein sehr persönlicher Exorzismus“. Kritiker seines Buches über Castro, in welchem Castro in der Ich-Form erzählt, sehen als Mangel eine durch zu große Nähe gefärbten, abrechnenden Tonfall Fuentes. Auch setzt das Buch umfangreiche Detailkenntnisse über die Geschichte Kubas und der kubanischen Revolution voraus. Die deutsche Version, aus der lange Passagen zur Militäraktion in Angola fehlen, hat 800 Seiten, die zweibändige spanische Ausgabe 2000 Seiten.

## Veröffentlichungen
- Condenados de Condado, Centro Editor de América Latina, 1968 (erhielt 1968 den Literaturpreis des Instituts Casa de las Américas in Havanna, spanisch)
- Cazabandido, Libros de la Pupila, Havanna 1970 (spanisch)
- Posición Uno, Girón, Havanna 1982 (spanisch)
- Hemingway en Cuba, Letras Cubanas, Havanna 1984 (spanisch)
  - Ernest Hemingway – Jahre in Kuba, Aufbau-Verlag, 1988, ISBN 978-3351012076
- Nos impusieron la violencia, Letras Cubanas, Havanna 1986 (spanisch)
- El último Santuario, Siglo Veintiuno, Mexiko/Madrid 1992 (spanisch)
- Ernest Hemingway – Wiederentdeckt, Olms Verlag, 1994, ISBN 3-487-08353-1
- Dulces guerreros cubanos (dt. Süße kubanische Krieger), Seix Barral, Barcelona 1999, ISBN 978-8432208416 (spanisch)
- Narcotráfico y Tareas Revolucionarias: El Concepto Cubano, Universal, Miami 2002, ISBN 978-0897299879 (spanisch)
- La Autobiografía de Fidel Castro. I: El paraiso de los otros. Seix Barral, Barcelona 2004 (spanisch)
- La Autobiografía de Fidel Castro. II: El poder absoluto e insuficiente. Destino, 2004 (spanisch)
  - Die Autobiographie des Fidel Castro, Aus dem Spanischen von Thomas Schultz. C. H. Beck, München 2006. ISBN 3-40654216-6